# Gaudi Márton
Gaudi Márton (becenév: Marci) (Makó, 1970. március 31. –) magyarországi cigány szobrász és festő.

## Életútja, munkássága
Gaudi Márton jelenleg is szülővárosában, Makón él és alkot. Képzőművészeti pályafutása 1998-ban kezdődött, terrakotta szobrokat készített, majd 2000 óta képeket fest olajfestékkel farostra vagy vászonra. Művészetére Munkácsy Mihály, Salvador Dalí, Michelangelo Buonarroti, Antoni Gaudí munkássága hatott. Sokat foglalkoztatja őt a világegyetem és az ember kapcsolata, a csillagjegyek, az emberi lélek és a viselkedési kultúra, az álmok megfejtése. 1998 óta kiállító művész, szülővárosában, Makón mutatkozott be először szobraival a Makói Nemzetközi Hagymafesztiválon, majd önálló szobor-tárlattal bejutott a Makovecz Imre tervezte Hagymaházba. A 2000-es évektől bekapcsolódott a Cigány Ház által szervezett alkotótábor munkájába, s részt vett az alkotótábori csoportos kiállításokon. Számos holokauszt témával foglalkozó alkotása is van, legsikeresebb holokauszt képét (Lépteim nem őrzi senki sem) Nagy Zoltánnal alkotta, e képet 2004-ben be is válogatták a Műcsarnokban megrendezett Az elhallgatott holokauszt című csoportos kiállításra. 2008-ban a Csongrád Megyei Önkormányzat közös tárlatot szervezett Gaudi Márton és Nagy Zoltán képzőművészek munkáiból. A 2009-es Cigány festészet című reprezentatív albumban megjelentették Gaudi Márton szakmai életrajzát és beválogatták hét olajfestményét.

## Képei a 2009-es Cigány festők című albumból
- Álomstoppos (olaj, farost, 40x50 cm, 2008)
- Álmok nélkül nincs jövőd (olaj, farost, 40x55 cm, 2006)
- Miért küldték ki Apámat, térdig érő hóban vízért? (olaj, farost, 60x40 cm, 2005)
- Bekerítettek, nincs menekvésünk (olaj, farost, 40x60 cm, 2005)
- Gyönyör lakhelyei (olaj, vászon, 40x60 cm, 2003)
- Zöld az erdő, zöld a hegy is (olaj, kasírozott vászon, 60x40 cm, 2004)
- Nagy Zoltán és Gaudi Márton közös alkotása: Lépteim nem őrzi senki sem (olaj, farost, 55x40 cm, 2004)[1]

## Kiállításai (válogatás)

### Egyéni
- 1998 • Hagymafesztivál, Makó
- 2004 • Hagymaház, Makó

### Csoportos
- 2004 • Elhallgatott holocaust, Műcsarnok, Budapest • Kortárs Magyar Roma Művészet, Berlin
- 2008 •  Szín-Vonal/Rang-Lină, Budapest